# (98494) Marsupilami
(98494) Marsupilami (2000 UN111) – planetoida z pasa głównego asteroid okrążająca Słońce w ciągu 3,65 lat w średniej odległości 2,37 j.a. Odkryta 27 października 2000 roku.